# Os Dez Mandamentos do Hútu

Bandeira do regime Hutu adotada em 1962, mesmo depois do genocidio de 1994, essa bandeira continuou a ser usada até 2001

Os "Dez Mandamentos do Hútu" (em quiniaruanda: Amategeko 10 y’Abahutu) ou "Dez Mandamentos dos Hútus" foi um documento publicado na edição de dezembro de 1990 do Kangura, um jornal anti-tútsi da ideologia Poder Hútu em quiniaruanda, de Quigali, Ruanda. O doumento é frequentemente citado como um excelente exemplo de propaganda anti-tútsi promovida por genocidas em Ruanda após a invasão de 1990 pela Frente Patriótica do Ruanda e antes do genocídio de 1994 em Ruanda. O editor-chefe do Kangura, Hassan Ngeze, foi condenado por genocídio e crimes contra a humanidade em 2003 pelo Tribunal Penal Internacional para o Ruanda e foi condenado a 35 anos de prisão. Hoje em dia a ideologia do Poder Hútu é quase inexistente, existindo apenas em pequenos grupos de milicias espalhados pela República Democrática do Congo, Burundi e outros países vizinhos, grupos de exemplo são  Forças Democráticas pela Libertação de Ruanda

## Texto
Os Dez Mandamentos do Hútu
1 - Todo hútu deve saber que uma mulher tútsi, seja ela quem for, trabalha pelos interesses de seu grupo étnico tútsi. Como resultado, devemos considerar um traidor qualquer hútu que;
- se case com uma mulher tútsi
- emprega uma mulher tútsi como concubina
- emprega uma mulher tútsi como secretária ou a protege.

2 - Todo hútu deve saber que nossas filhas hútus são mais adequadas e conscienciosas em seu papel de mulher, esposa e mãe de família. Não são lindas, boas secretárias e mais honestas?
3 - Mulheres hútus, sejam vigilantes e tentem trazer seus maridos, irmãos e filhos de volta à razão.
4 - Todo hútu deve saber que todo tútsi é desonesto nos negócios. Seu único objetivo é a supremacia de seu grupo étnico. Como resultado, qualquer Hutu que fizer o seguinte é um traidor:
- faz parceria com o tútsi em negócios
- investe seu dinheiro ou o dinheiro do governo em uma empresa tútsi
- empresta ou pede dinheiro emprestado a um tútsi
- concede favores aos tútsis nos negócios (obtenção de licenças de importação, empréstimos bancários, canteiros de obras, mercados públicos, etc. )

5 - Todas as posições estratégicas, políticas, administrativas, econômicas, militares e de segurança devem ser confiadas apenas aos hutus.
6 - O setor de educação (alunos, alunos, professores) deve ser majoritariamente hútu.
7 - As Forças Armadas de Ruanda devem ser exclusivamente hútus. A experiência da guerra de outubro de 1990 nos ensinou uma lição. Nenhum militar se casará com um tútsi.
8 - Os hútus deveriam parar de ter misericórdia dos tútsis.
9 - Os hútus, onde quer que estejam, devem ter unidade e solidariedade e se preocupar com o destino de seus irmãos hútus.
- Os hútus dentro e fora de Ruanda devem constantemente procurar amigos e aliados para a causa hútu, começando por seus irmãos hútus.
- Eles devem combater constantemente a propaganda tútsi.
- Os hútus devem ser firmes e vigilantes contra seu inimigo tútsi comum.

10 - A Revolução Social de 1959, o Referendo de 1961 e a Ideologia Hútu devem ser ensinadas a todos os hútus em todos os níveis. Todo hútu deve espalhar essa ideologia amplamente. Qualquer hútu que persiga seu irmão hútu por ter lido, espalhado e ensinado essa ideologia é um traidor.